# Saint-Lupicin
Saint-Lupicin foi uma comuna francesa na região administrativa de Borgonha-Franco-Condado, no departamento de Jura. Estendia-se por uma área de 9,54 km². Em 2010 a comuna tinha 2 424 habitantes (densidade: 254,1 hab./km²).
Em 1 de janeiro de 2017, passou a formar parte da nova comuna de Coteaux du Lizon.